# Rychlostní silnice H7 (Slovinsko)
Slovinská rychlostní silnice H7 (slovinsky Hitra cesta H7) spojuje dálnici A5 se slovinsko-maďarskou státní hranicí.

## Mimoúrovňové křižovatky
Na trase rychlostní silnice H7 je jedna mimoúrovňová křižovatka:
- Dolga vas – H7 se zde připojuje na dálnici A5, spojující Maribor s hranicí s Maďarskem.

## Navazující komunikace
Na rychlostní silnici H7 v Maďarsku nenavazuje čtyřproudová komunikace. Jejím pokračováním je evropská silnice E65 směřující na město Lenti.